# Mohyla

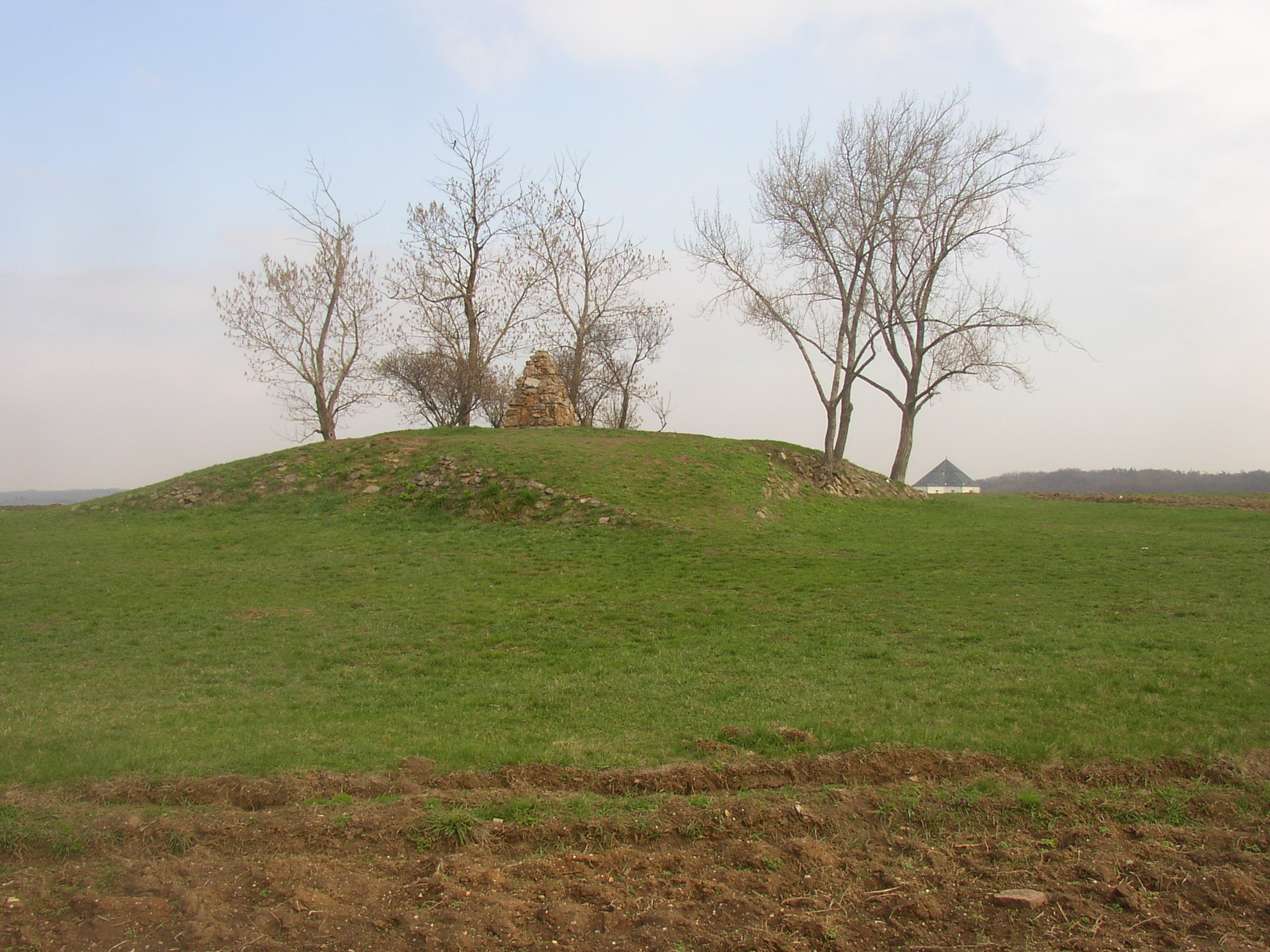
Mohyla na Bílé hoře v Praze

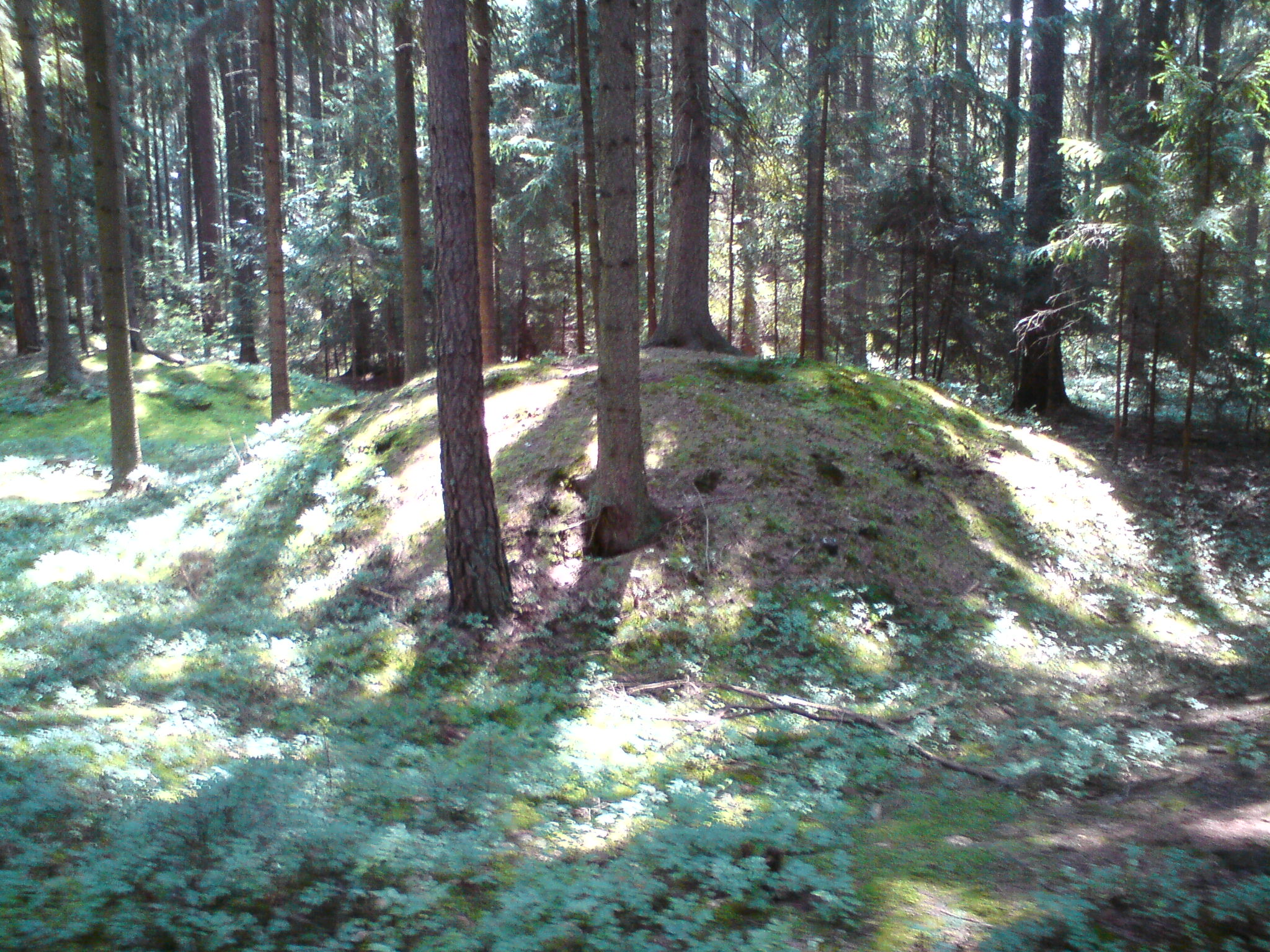
Mohyly na vrchu Baba u Vitína, okres České Budějovice

Mohyla (taktéž tumulus nebo kurgan) je uměle navršený násep z kamení a/nebo hlíny obvykle nad jedním či více hroby. Tento způsob pohřbívání se objevoval od pravěku v různých kulturách po celém světě, je známý i z raného středověku a někde přetrvával ještě dlouho do pozdního středověku. Mohylová pohřebiště se označují jako mohylníky.
Mohyly lze dělit na dlouhé, kruhové a oválné. K nejstarším patří mohyly dlouhé (období eneolitu). V Česku se těchto mohyl moc nedochovalo (dochovány jen jako pozůstatky zjištěné při archeologických průzkumech, např.: Březno u Loun, Chudeřín), výjimkou je území Moravy, kde se těchto dlouhých mohyl dochovalo několik desítek až stovek (např.: mohylníky u Ludéřova, Slatinky). Dlouhé mohyly jsou známé i z území Německa, Francie, Anglie atd. Z Anglie je nejznámější West Kennet.
Pohřeb pod mohylou může být kostrový, žárový nebo birituální. Pozůstatky mohou být uloženy volně nebo ve skříňce či popelnici. Pro významnější jedince byla pod mohylou vystavěna pohřební komora. V případě žárového ritu mohl být popel jen rozptýlen v násypu mohyly. Existují i mohyly, pod kterými se žádný pohřeb nenašel.
Velikost mohyl může být různá od několika desítek centimetrů po kolosy o desítkách metrů. Největší mohyla v Evropě Silbury Hill v anglickém hrabství Wiltshire je vysoká 39,6 m a má 167 m v průměru.
U převažující většiny mohyl se nejedná pouze o primitivní navršení materiálu, ale o stavbu, která má určitou strukturu. Hliněné mohyly bývají ohraničeny kamenným věncem po celém obvodu. Pokud mohyla stojí ve svahu, tak je kamenný věnec jen částečný. Tento kamenný věnec zabraňoval rozplavení mohyly, ale v abstraktní rovině i mohl vymezovat posvátné místo. Okolo mohyly mohl být vyhlouben i žlab či příkop, méně často je doložena palisádová konstrukce. Velké mohyly bývaly zpevněné dřevěnými kůly. Násep mohl být tvořen hlínou, kameny či směsí obojího – materiál mohl být dovážen i z několikakilometrové dálky. V zásypu mohyly se někdy nacházejí stopy ohnišť, která bývají interpretována jako pohřební hranice.
Na území ČR se mohyly objevují od středního eneolitu a s přestávkami po celou dobu bronzovou a dobu halštatskou. V eneolitu a střední době bronzové je pod mohylami pohřbívána většina členů komunity. V pozdní době bronzové a pak po celý halštat se mohyly stávají znakem výsadního postavení jedince ve společnosti.
Mohyly se v Česku nacházejí pouze v oblastech, kde nedošlo k intenzivní zemědělské činnosti, která je poškodila či zničila. Hroby pod nimi uložené se mohly zachovat, ale jeví se jako ploché.
Archeologické kultury na území Česka, jejichž nositelé pohřbívali své mrtvé pod mohylami:
Eneolit:
- Kultura nálevkovitých pohárů
- Kultura s kanelovanou keramikou
- Kultura se šňůrovou keramikou
- Kultura zvoncovitých pohárů

Doba bronzová:
- Únětická kultura (v oblasti jižních Čech, jinde ojediněle)
- Věteřovská skupina (ojedinělý výskyt – část mohylníku v Boroticích)
- Českofalcká mohylová kultura
- Středodunajská mohylová kultura
- Knovízská kultura (ojediněle)
- Milavečská kultura
- Nynická skupina (hypotéza)
- Velatická kultura (nálezy mohyl zatím jen na Slovensku)
- Lužická popelnicová pole
- Slezská kultura (ojediněle)

Doba halštatská:
- Platěnická kultura (ojediněle)
- Halštatská mohylová kultura
- Bylanská kultura
- Horákovská kultura

## Raný středověk
Mohyly se na území Česka objevují znovu po příchodu Slovanů. Někdy v 7. století se mění ritus a místo popelnicových hrobů bez značení začali Slované budovat menší mohyly, kam ukládali popel svých mrtvých. Postupně se začalo opouštět od žárového ritu, začaly se vyskytovat birituální pohřby a v 8. století konečně jen kostrové pohřby pod mohylami.
Mohyly se v 7. století neobjevují na celém území ČR, ale existují dvě mohylové oblasti – jihočeská a východočeská. S příchodem křesťanství mohyl postupně ubývalo, nejmladší mohylová pohřebiště v jižních Čechách pocházejí z počátku 11. století.

## Mohyly v Česku a v Polsku
- Mohyla v Chotouni
- Kościuszkova mohyla
- Krakova mohyla
- Piłsudského mohyla
- Wandina mohyla
- Mohylové pohřebiště na Chlumu
- Mohylové pohřebiště u Řepče
- Mohylové pohřebiště v lese Obora